# Chef's table

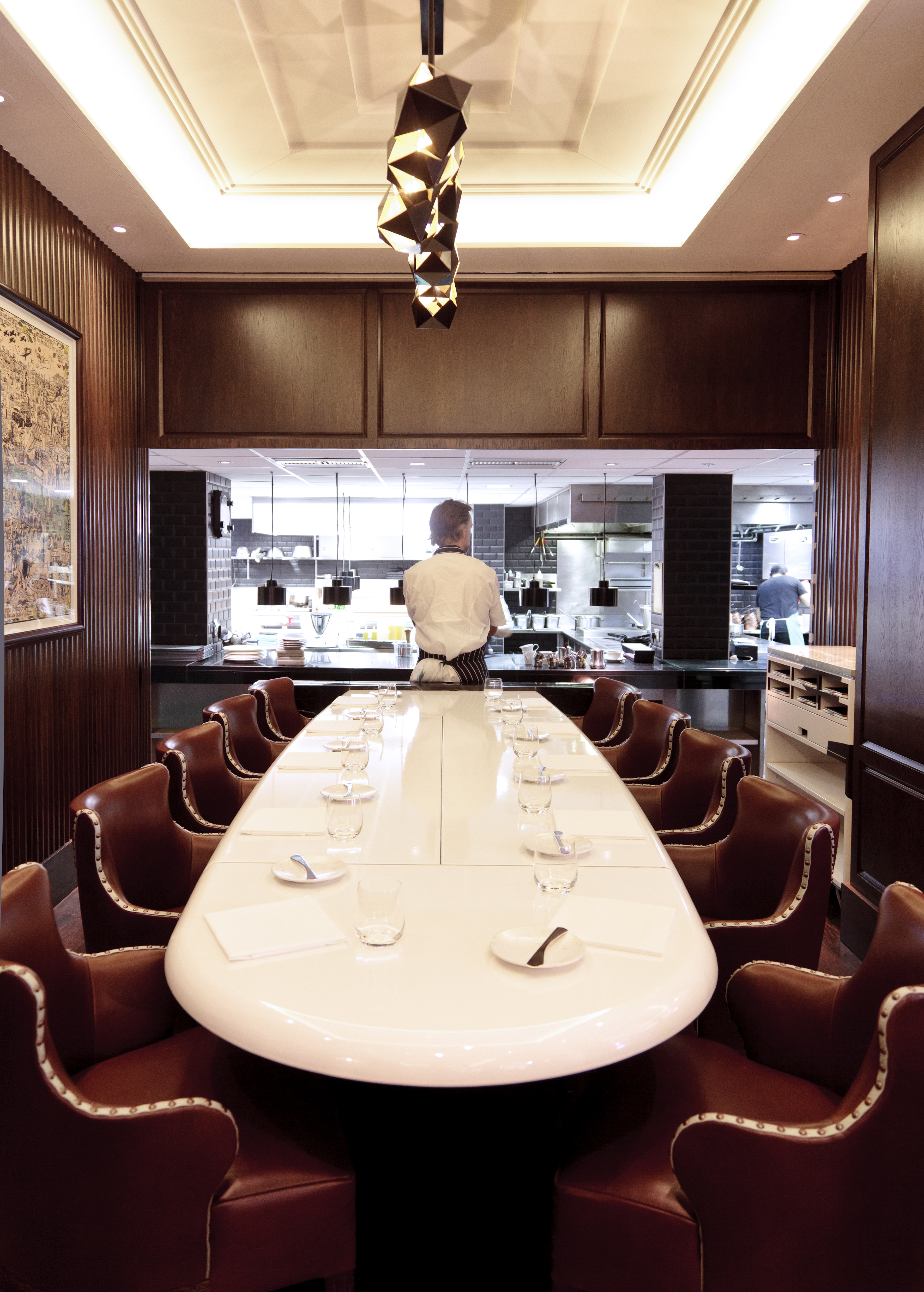
Chef's table in een twee-sterren-restaurant in Knightsbridge

Chef's table is een tafel in of uitkijkend op de keuken van een restaurant.
Bijna altijd heeft een restaurant maximaal één chef's table, die doorgaans gereserveerd wordt voor belangrijke gasten. Zij krijgen een heel menu, dat grotendeels door de chef gemaakt en geserveerd wordt. Meestal bestaat de maaltijd uit kleine porties van verschillende gerechten.
Restaurants die een chef's table hebben rekenen hiervoor een hogere prijs per couvert. Omdat chef's tables de faciliteiten van de keuken extra belasten, worden ze gewoonlijk alleen georganiseerd wanneer het minder druk is.